# Gymnázium F. X. Šaldy
Gymnázium F. X. Šaldy je nejstarší české gymnázium v Liberci. Bylo založeno 19. září 1919. Gymnázium nabízí vzdělávání v osmiletém, šestiletém a čtyřletém studijním programu. Od roku 1991 se zde realizuje projekt dvojjazyčné výuky, kdy její část probíhá v němčině. Gymnázium leží ve čtvrti Růžodol I na severozápadě města v ulici Partyzánská.

## Historie
S myšlenkou založit české gymnázium v Liberci přišel MUDr. Václav Šamánek v roce 1907, avšak školu se kvůli nesouhlasu rakouské vlády podařilo otevřít až po skončení první světové války. Pravidelná výuka byla na gymnáziu zahájena 19. září 1919, tehdy ještě na Českém státním reformním reálném gymnasiu v Liberci v Hálkově ulici. Výuka byla 25. září 1938 přerušena a k obnově došlo až v září 1945. Gymnázium se často stěhovalo na různá místa po Liberci a měnilo svůj název. Po literárním kritiku, prozaiku, básníku a vědci Františku Xaveru Šaldovi, který byl libereckým rodákem, bylo pojmenováno 10. července 1946. Dne 29. září 1986 byla otevřena budova v Partyzánské ulici a 26. října 1989 se škola stala součástí organizace ASPnet (síť škol přidružených k UNESCO).
Ve školním roce 2018/2019 si škola mnohými akceni připomíná 100. výročí svého založení. V září školního roku 2019/2020 oslavy vyvrcholily dnem otevřených dveří 100.

### Názvy, které gymnázium užívalo

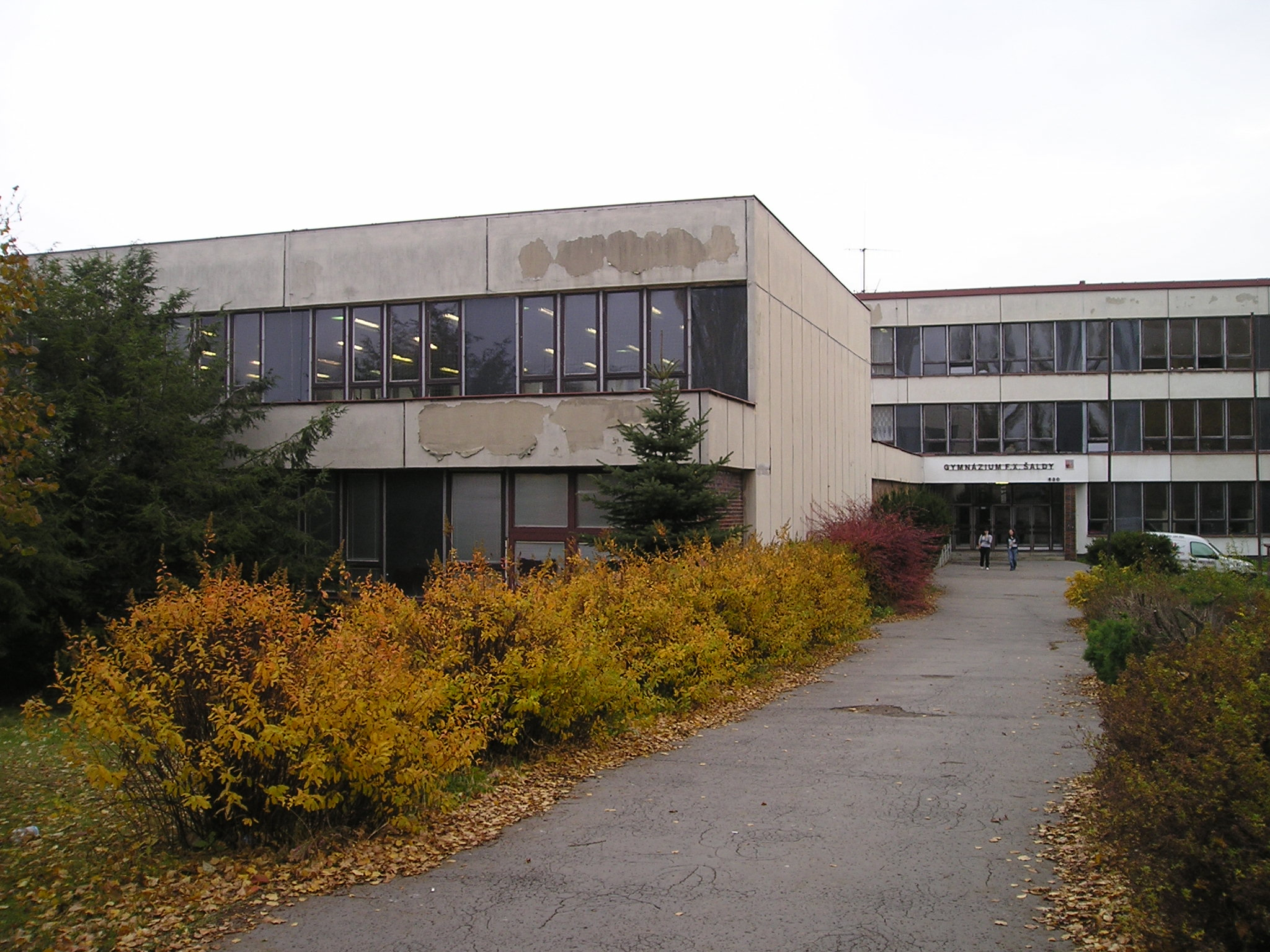
Budova gymnázia před rekonstrukcí

- 1919 – České státní reformní reálné gymnasium v Liberci
- 1931 – Státní československé reformní reálné gymnasium v Liberci
- 1945 – Státní reálné gymnasium v Liberci, Husova 44
- 1946 – Státní reálné gymnasium F. X. Šaldy v Liberci, Husova 44
- 1949 – Gymnasium F. X. Šaldy v Liberci, Hálkova 6
- 1953 – 2. jedenáctiletá střední škola v Liberci, Jeronýmova 27
- 1959 – Dvanáctiletá střední škola v Liberci, Jeronýmova 27
- 1961 – Střední všeobecně vzdělávací škola, Jeronýmova 27
- 1970 – Gymnasium v Liberci, Jeronýmova 27
- 1986 – Gymnázium v Liberci, Partyzánská 530
- 1990 – Gymnázium F. X. Šaldy v Liberci, Partyzánská 530

### Záměna různých škol se stejnou adresou
Gymnázium v letech 1953–1986 sídlilo v budově v Jeronýmově ulici, ve čtvrti Horní Růžodol. O prázdninách 1986 se škola přesunula do nové budovy v Partyzánské ulici, ve čtvrti Růžodol I. Do uvolněné budovy se přestěhovala Střední odborná škola pedagogická, při níž bylo založeno gymnázium, druhé v tehdejším Liberci, škola se nazývá Gymnázium & SOŠPg v Liberci. Vzhledem ke společné adrese Jeronýmova 27, Liberec VII často dochází k záměně historie obou škol.

## Budova školy

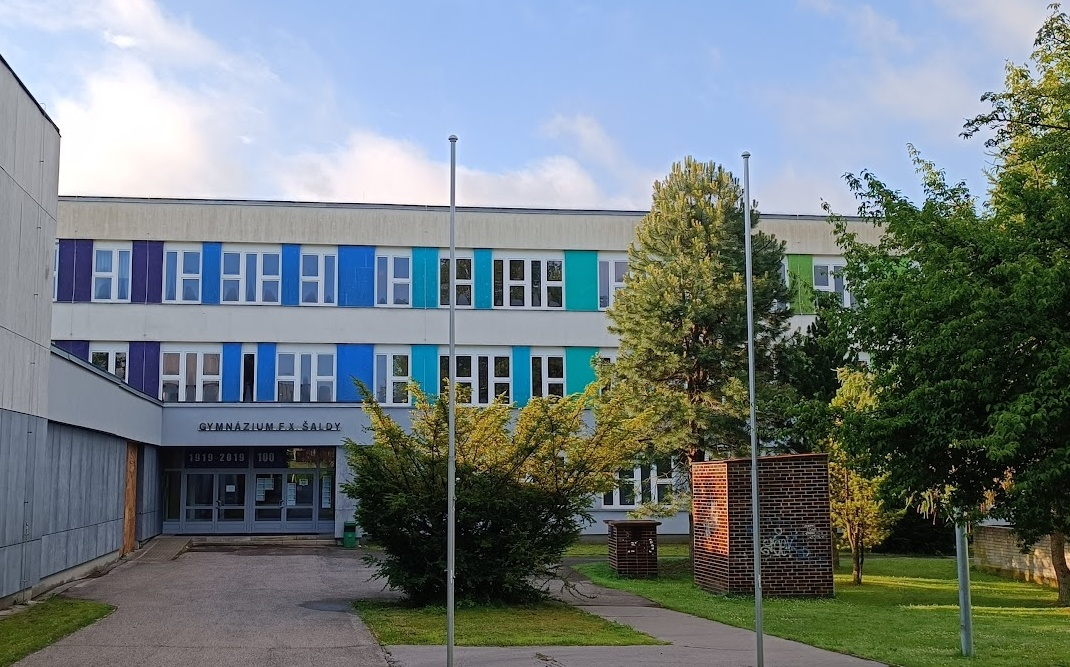
Fotografie školy z roku 2024

Současná budova školy byla slavnostně otevřena 29. srpna 1986. Budova je tvořena ze čtyř „pavilonů“ označenými písmeny A–D. Ke škole navíc patří přístavba K, která je s hlavní budovou spojena nadzemním tunelem; tam se nachází výtvarný ateliér a dvě ze tří počítačových učeben. Ve škole je též provozována školní kuchyně a jídelna.
Ve škole je celkem osm odborných učeben.
Mimo odborné učebny jsou zde také dvě tělocvičny a posilovna, tři vybavené laboratoře (chemie, biologie, fyzika), učitelská, žákovská a německá knihovna.
Ve školním roce 2004/2005 proběhla rozsáhlá rekonstrukce sociálního zařízení. Rekonstrukcí se získalo místo pro dvě nové učebny, několik kabinetů a pro sborovnu. V letech 2008 až 2010 bylo rekonstruováno přízemí hlavní budovy a jídelna a provedeno zateplení celé stavby spolu s výměnou oken.

## Studium
Na škole je 8 tříd osmiletého gymnázia, 6 tříd šestiletého a 8 čtyřletého, tj. celkem 22 tříd (2024).
Vzdělávací obory:
- osmileté gymnázium – pro žáky z 5. tříd ZŠ, je všeobecně orientované, od sexty volba ze čtyř zaměření (přírodovědné, humanitní, matematicko-informatické, jazykové), s velkou nabídkou volitelných předmětů,
- šestileté dvojjazyčné gymnázium – česko-německé studium pro žáky ze 7. tříd ZŠ, od 3. ročníku (= první ročník střední školy) se zde vyučují vybrané předměty v němčině. Pro přijetí není podmínkou znalost německého jazyka,
- čtyřleté gymnázium – pro žáky z 9. tříd ZŠ, všeobecné orientované, od 2. ročníku volba ze čtyř zaměření (přírodovědné, humanitní, matematicko-informatické, jazykové), s velkou nabídkou volitelných předmětů,

Stávající vzdělávací programy platí od roku 2018.

### Přijímací řízení
Kritéria pro přijetí se liší pro jednotlivé studijní obory. Při přijímacím řízení škola používá testy Centra pro zjišťování výsledků vzdělávání – Cermat.

### Dvojjazyčné studium
Od roku 1991 mají žáci gymnázia možnost dvojjazyčného studia v němčině. Nejprve bylo studium pětileté a byli přijímáni žáci po dokončení základní školy. Od roku 1996 jsou do dvojjazyčných tříd přijímáni žáci po 7. ročníku základní školy. Studium trvá šest let a je zakončeno maturitní zkouškou a obdržením českého i německého maturitního vysvědčení. V prvních dvou ročnících je vyučování v češtině, ale od ročníku třetího jsou vybrané předměty v němčině. Němčinu a odborné předměty v ní vyučují kvalifikovaní učitelé z Německa.

## Významní pedagogové
- Václav Bahník – (1918–2003) pedagog, překladatel z italštiny, latiny a z klasické řečtiny, vyučoval zde v letech 1946–1975,[2]
- Josef Tomíček – (1922–2018) pedagog, překladatel, fotograf, cestovatel, filantrop. Vyučoval na gymnáziu v letech 1950–1986.

## Ředitelé školy
- Josef Vinš (1919–1925)
- Stanislav Štrup (1925–1938)
- Zdeněk Louda (1945–1948)
- Václav Pavlík (1948–1969)
- Jiřina Havlíková (1969–1979)
- Miroslav Tichánek (1979–1990)
- Irena Přádná (1990–2012)
- Marcela Danajovičová
  - pověřena řízením gymnázia (2012–2013)
- Václav Ulvr (2013–dosud)

## Významní absolventi
- Svatopluk Technik – český architekt, pedagog a publicista,
- Cyril Höschl – psychiatr, ředitel Národního ústavu duševního zdraví,
- Přemysl Sobotka – lékař, politik, bývalý senátor, náměstek hejtmana pro zdravotnictví a radní města Liberec,
- Jan Šolc – pedagog a etik, bývalý poslanec Federálního shromáždění, spolupracovník prezidenta Václava Havla,
- Petr Moos – bývalý ministr dopravy,
- Karel Bezouška – bývalý pracovník Akademie věd České republiky a bývalý profesor biochemie na Přírodovědecké fakultě UK,
- Vladimír Seifert – meteorolog, televizní pan „Počasí“, spolužák spisovatelky Ivy Hercíkové,
- Markéta Zinnerová – je česká prozaička, scenáristka, autorka literatury pro děti a mládež,
- Dagmar Bláhová - česko-australská herečka, režisérka, překladatelka, spisovatelka a filmová pedagožka,
- Václav Srb – čestný předseda politické strany Koruna Česká,
- Ivan Rajmont – český režisér a divadelní pedagog na pražské DAMU,
- Roman Karpaš – český publicista, historik, typograf, grafik a nakladatel,
- Marcela Augustová – novinářka, televizní moderátorka, patronka charitativní sbírky Pomozte dětem,
- Kateřina Volná – badatelka a publicistka, věnující se novodobým dějinám – období normalizace v ČSSR,
- Martin Půta – hejtman Libereckého kraje, bývalý starosta Hrádku nad Nisou, předseda Euroregionu Nisa,
- Jaroslav Zámečník – primátor města Liberec, bývalý radní Libereckého kraje, ekonom,
- Kamil Halbich – herec Švandova divadla v Praze,
- Viktor Janiš – redaktor, překladatel a politilog,
- Michal Žabka – animátor, režisér a scenárista,
- Leon Jakimič – podnikatel, zakladatel společnosti,
- Markéta Gajdošová – přední výživová specialistka a odbornice na výživu.

## Projekty a další aktivity
- Pěvecký sbor Cum decore – založil jej Ludvík Lukuvka v roce 1991, v roce 2000 ho převzal sbormistr Jan Hron, od roku 2002 Čeněk Svoboda,
- Pěvecký sbor Cum amore, vede jej Zuzana Kubelková,
- Ratab z. s. – společnost mladých lidí, která každoročně pořádá letní tábory a další akce pro mládež,
- Klub malých debrujářů při gymnáziu,
- Studentský projekt Neviditelné oběti komunismu,
- Debatní klub GFXŠ – debatní program Karla Poppera,
- Školní sportovní klub,
- Kniha Rozmluvy G – rozhovory studentů s 90 vybranými absolventy školy k 90. výročí založení školy,
- Almanach Obrysy G vydaný ke stému výročí založení školy.
- Šaldoviny - školní časopis.

## Spolupráce
GFXŠ spolupracuje se zahraničními školami a organizacemi. Například se školami ve Wiesentheidu, Grafingu, Hamburku, Hannoveru, Cáchách, Žitavě, Ebersbachu a Vilsbiburgu, Evropským fórem v Drážďanech, Nadací Guardini, Nadací Fridricha Naumanna, Goetheovým institutem, dále s českými vysokými a základními školami Liberecka a dalšími organizacemi.

## Klub Gymnázia F. X. Šaldy
Klub Gymnázia F. X. Šaldy z. s. byl založen v roce 2015. Hlavním cílem je sdružovat osobnosti, kterým není škola lhostejná, a podporovat stávající nadané žáky.
- Oficiální název: Gymnázium F. X. Šaldy, Liberec 11, Partyzánská 530, příspěvková organizace
- Identifikátor zařízení (REDIZO): 600 010 554
- IČO: 46 748 016
- IZO: 000 081 868